# بيباي (هوكايدو)
مدينة بيباي (بالإنجليزية: Bibai)‏ هي أحد المدن التابعة لمحافظة هوكايدو. تأسست رسميًا في 01/04/1950. ويقدر عدد سكانها بـ 25312 نسمة حسب تقدير مكتب الإحصاء الياباني لعام 2012. تبلغ مساحة بيباي 277.61 كم2. بكثافة سكانية تبلغ 91.2 نسمة/كم2.